# 라우팅 프로토콜
라우팅 프로토콜(영어: routing protocol)은 라우터 간 통신 방식을 규정하는 통신 규약이다.
수많은 종류의 라우팅 프로토콜이 있지만, 이 가운데 3가지 주요 클래스가 IP 네트워크에 널리 사용된다:
- 링크 스테이트 라우팅 프로토콜을 통한 내부 게이트웨이 라우팅 (예: OSPF, IS-IS)
- 경로 벡터나 거리 벡터 프로토콜을 통한 내부 게이트웨이 라우팅 (예: IGRP, EIGRP)
- 외부 게이트웨이 라우팅. 경계 경로 프로토콜(BGP)은 자율 시스템 사이에서 트래픽을 교환할 목적으로 인터넷에 쓰이는 라우팅 프로토콜이다.

수많은 라우팅 프로토콜은 RFC 문서에 정의되어 있다.
일부 버전의 OSI 네트워킹 모델은 네트워크 계층(제 3계층)의 특정 하부 계층에서 라우팅 프로토콜을 구분한다.

## OSI 계층
OSI 라우팅 프레임워크에 따르면 라우팅 프로토콜들은 이들의 전송 매커니즘에 관계 없이 네트워크 계층을 위한 계층 관리 프로토콜이다.
- IS-IS는 데이터 링크 계층(2계층)에서 실행된다.
- OSPF는 IP에 캡슐화되어 있으나 IPv4 서브넷에서만 동작한다. IPv6 버전은 링크 로컬 어드레싱을 이용하는 링크 위에서 동작한다.
- IGRP 및 EIGRP
- UDP 상의 RIP
- TCP 상의 BGP

## 내부 라우팅 프로토콜
내부 게이트웨이 프로토콜(IGP)은 하나의 라우팅 도메인 안에서 라우팅 정보를 교환한다. IGP의 예는 다음과 같다:
- OSPF
- RIP
- IS-IS
- EIGRP - 시스코의 사유 프로토콜

시스코는 EIGRP를 지원함으로써 더 이상 IGRP를 지원하지 않는다. EIGRP의 기능은 IGRP 구성 명령을 받아들이지만 IGRP와 EIGRP의 내부는 다르다.

## 같이 보기
- OLSR